# 中央军事委员会副主席
中央军事委员会副主席，是中国共产党和中华人民共和国最高军队统帅副职的职务名称，是中国人民解放军最高级别的军职。中央军委副主席是军委副主席职军官，授上将军衔，属副国级党和国家领导人。（在换届过渡期，拟接任中央军委主席的文官亦会兼任中央军委副主席）
中央军委副主席是以下职务的合称：
- 中国共产党中央军事委员会副主席（自1959年设立）
- 中华人民共和国中央军事委员会副主席（自1983年设立）

除换届过渡期外，中国共产党中央军事委员会副主席与中华人民共和国中央军事委员会副主席的担任者均相同。